# Szkoła Podstawowa im. Powstańców Wielkopolskich w Budzyniu

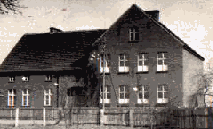
Dawny budynek szkoły przy ulicy Rogozińskiej

Szkoła Podstawowa im. Powstańców Wielkoplskich w Budzyniu (od 3 października 1987 do 1 września 2017 Szkoła Podstawowa im. Tadeusza Kotarbińskiego)– publiczna, największa placówka edukacyjna na terenie gminy  Budzyń, w 17 oddziałach uczy się w niej około 600 uczniów (2018).

## Historia

### Pod pruskim zaborem
W chwili obecnej niemożliwe jest dokładne ustalenie, jakie były początki szkolnictwa w Budzyniu. Zachowane dokumenty archiwalne wskazują, że katolicka szkoła ludowa istniała w 1872 roku. Jest jednak wielce prawdopodobne, że jakaś szkoła istniała w Budzyniu już wcześniej. Istnieją wskazówki, że szkoła elementarna w Budzyniu mogła istnieć już w czasach Księstwa Warszawskiego, na początku XIX wieku.
W połowie XIX wieku szkoła katolicka mieściła się w budynku przy ulicy Lipowej, w miejscu, gdzie dziś znajduje się Dzienny Dom Pomocy Społecznej. Pierwszym kierownikiem tejże szkoły miał być nauczyciel Alejski. Następnie na szkołę przeznaczono budynek, który znajdował się obok poczty przy ulicy Rynkowej. Kierownikiem katolickiej szkoły ludowej był w 1872 roku Wawrzyniec Filejski. W szkole pracowało zaledwie dwóch nauczycieli. W 1875 roku miejsce nauczyciela Korytowskiego zajął Roman Hypszer. Szkoła była trzyklasowa, przy czym klasa trzecia – czyli wtedy najniższa miała zdecydowanie mniej godzin, a zajęcia dla najmłodszych odbywały się po południu. W roku szkolnym 1872/1873 do klasy pierwszej uczęszczało 88 uczniów, a do klasy II aż 113.
Od 1 lipca 1894 roku kierownikiem katolickiej szkoły ludowej był Roman Hypszer, jeden z najdłużej pracujących w Budzyniu nauczycieli. Przepracował w sumie w budzyńskiej oświacie ponad 50 lat. W kwietniu 1896 roku na wyższym i średnim poziomie nauczania wprowadzono podczas lekcji religii język niemiecki. Trzy lata później, w maju 1899 roku wprowadzono niemiecki także na stopniu niższym. Odtąd jedynym językiem wykładowym w budzyńskiej Volksschule był język niemiecki.
W 1897 podjęto decyzję do budowie nowego budynku szkolnego. W ciągu jednego roku wybudowano piętrowy budynek z 4 salami lekcyjnymi i mieszkaniem dla kierownika szkoły. Nauka w nowym budynku rozpoczęła się w roku 1898. Od tego momentu katolicka szkoła ludowa stała się placówką czteroklasową.
2 kwietnia 1906 roku nowy rok szkolny rozpoczęło w budzyńskiej szkole ludowej 218 uczniów, z tego w kl. I – 52, w kl. II – 62, w kl. III – 64, w kl. IV – 40. Niezwykle ważnym wydarzeniem był strajk szkolny, który rozpoczął się 15 października 1906 roku. Polscy uczniowie rozpoczęli protest przeciwko nauczaniu religii w języku niemieckim oraz wprowadzeniu niemieckich podręczników. W proteście uczestniczyło aż 139 uczniów, a trwał on aż 9 miesięcy, do 15 czerwca 1907 roku. Był to największy i najdłuższy strajk na terenie powiatu chodzieskiego.
W 1918 roku, gdy zbliżający się koniec I wojny światowej zwiastował klęskę Cesarstwa Niemieckiego, w pięcioklasowej budzyńskiej Volksschule pracowało zaledwie trzech nauczycieli: kierownik Roman Hübscher, Gustaw Guderian oraz Max Johann Wibbecke. 1 grudnia 1918 roku do szkoły uczęszczało 239 uczniów, z czego dla 207 z nich językiem ojczystym był polski, a dla 32 – niemiecki. W Budzyniu istniała również druga szkoła ludowa, w której uczyły się dzieci wyznania ewangelickiego.

### W okresie międzywojennym
W czasie trwania Powstania wielkopolskiego katolicka Volksschule przy ulicy Rogozińskiej została przekształcona w katolicką szkołę powszechną, której kierownikiem został Roman Hypszer (Hübscher). Niestety szkoła stała się teraz czteroklasowa, a to z powodu braku nauczycieli. Istotnym problemem była też zbyt mała liczba sal lekcyjnych. Sytuacja polepszyła się w kwietniu 1924 roku, kiedy to zawarto umowę o wydzierżawieniu dwóch sal w budynku szkoły ewangelickiej. 1 stycznia 1925 roku szkoła katolicka w Budzyniu liczyła 5 klas, do których uczęszczało 230 uczniów z Budzynia, Kąkolewic i Łucjanowa. Uczniowie byli podzieleni na 6 oddziałów. Oprócz kierownika Romana Hypszera pracowali w niej: Franciszek Ratajczak, Jadwiga Jachnikówna, Wanda Torzecka i Helena Iwaszkiewiczówna. Ważnym dniem w dziejach szkoły był 18 sierpnia 1925 roku. Tego dnia jubileusz 50 – lecia pracy nauczycielskiej w Budzyniu obchodził Roman Hypszer. Mimo siedemdziesięciu lat nadal pełnił funkcję kierownika. Roman Hypszer zmarł 22 września 1926 roku.
Przez kilka następnych miesięcy funkcję kierownika pełnił tymczasowo Wiktor Hedeszyński, który rozpoczął pracę w budzyńskiej szkole 1 sierpnia 1926 roku. Z dniem 1 stycznia 1927 roku funkcję tę objął Władysław Kaja.
W roku 1928 nastąpiło połączenie szkoły katolickiej i ewangelickiej w 6 – klasową szkołę powszechną. Uczęszczało do niej 250 uczniów (201 katolików i 49 ewangelików) z Budzynia i Łucjanowa. W 1930 roku w szkole pracowało 6 nauczycieli: kierownik Władysław Kaja, Wiktor Hedeszyński, Jadwiga Jachnikówna, Ludwika Kosmowska (d. Mattke), Jadwiga Kowandówna i Franciszek Stróżyk. Uczniowie wyznania ewangelickiego uczęszczali do odrębnego oddziału.
Po objęciu funkcji kierownika budzyńskiej szkoły powszechnej przez Władysława Kaję rozpoczął się okres szybkiego rozwoju tej placówki. Początkowo szkoła była czteroklasowa, z siedmioma oddziałami. Nauka w klasie pierwszej i drugiej trwała rok, w trzeciej dwa lata, a w czwartej trzy. W sumie uczeń uczęszczał do szkoły 7 lat. W szybkim czasie budzyńska placówka została przekształcona w sześcioklasową, a następnie w pełną siedmioklasową szkołę powszechną. W 1932 roku uczęszczało do niej 267 uczniów, z tego 53 w oddziale ewangelickim. Regularnie odbywały się konferencje nauczycieli uczących w szkołach na terenie gminy Budzyń.

### W czasie II wojny światowej
5 września 1939 roku Budzyń został zajęty przez wojska niemieckie. Kierownik szkoły Władysław Kaja uczestniczył w kampanii wrześniowej. Po powrocie do Budzynia został aresztowany przez miejscowych hitlerowców. Przewieziono go do więzienia w Chodzieży. 7 listopada 1939 roku wraz z grupą czterdziestu rodaków został rozstrzelany w Górach Morzewskich.
W czasie okupacji hitlerowskiej nauka w szkole przy ulicy Rogozińskiej znów odbywała się w języku niemieckim. Prawo uczęszczania do szkoły miały tylko młodsze dzieci, które uczyły się w okresie od listopada do kwietnia. W pozostałym czasie polskie dzieci chodziły przymusowo do lasu, zbierały liście drzew, krzewów, zioła oraz jagody, grzyby na potrzeby niemieckiego wojska. Do szkoły nie uczęszczały starsze dzieci, które musiały pracować u niemieckich gospodarzy.

### W okresie powojennym
Po wyzwoleniu Budzynia 23 stycznia 1945 roku, rozpoczęto ponowną organizację polskiego szkolnictwa. W Budzyniu z powrotem otwarto siedmioklasową szkołę podstawową. Warunki pracy były trudne, brakowało dosłownie wszystkiego, nie tylko pomocy naukowych, ale i tak prozaicznych rzeczy jak opał na zimę. Pracę w szkole rozpoczęli nauczyciele, którzy pracowali w niej przed wybuchem wojny, a także nowe osoby. W roku szkolnym 1948/49 budzyńska szkoła była placówką ośmioklasową. Najstarsza, ósma klasa była w rzeczywistości pierwszą klasą szkoły średniej. Była to więc próba uruchomienia w Budzyniu szkoły średniej. Niestety po roku ówczesne władze spowodowały, że eksperyment zarzucono. Na przełomie lat czterdziestych i pięćdziesiątych w szkole odbywały się także kursy nauki czytania i pisania, przeznaczone dla mieszkańców Budzynia, nie podlegających ze względu na wiek obowiązkowi nauki szkolnej.
W roku 1951 w szkole podstawowej pracowało 7 nauczycieli. W szkole uczyło się około 280 uczniów, na jednego nauczyciela przypadało około 40 podopiecznych. W roku szkolnym 1952/53 w budzyńskiej szkole podstawowej pracowali: Zygmunt Grzesiak (kierownik), Zenona Gogulska, Bogumiła Hedeszyńska, Stanisław Kasztelan, Leon Kilarski, Ludmiła Krzyśka, Mieczysław Matysiak, Jan Sobański, Krystyna Truszkowska oraz Jadwiga Wekwert.
Kierownikami i dyrektorami budzyńskiej szkoły podstawowej po 1945 roku byli
1. Franciszek Stróżyk
2. Wiktor Hedeszyński
3. Leon Zub
4. Józef Danielczyk
5. Tadeusz Rozmiarek
6. Ludmiła Krzyśka
7. Zygmunt Grzesiak
8. Stanisław Kasztelan
9. Kazimierz Kujawski
10. Czesław Kędziora
11. Zenon Tokarz
12. Teresa Janiszewska
13. Gabriela Piotrowicz
14. Stanisław Krumplewski (od 1992).

Na początku lat sześćdziesiątych w Budzyniu istniały przy szkole podstawowej dwie klasy Szkoły Przysposobienia Rolniczego.
W roku 1972 Szkołę Podstawową w Budzyniu przekształcono w Zbiorczą Szkołę Gminną. Rosnąca liczba uczniów powodowała, że dwa budynki szkolne z zaledwie ośmioma salami nie zaspokajały już potrzeb. Nauka odbywała się w systemie dwuzmianowym. W tej sytuacji w roku 1975 podjęto decyzję o budowie nowego budynku szkolnego. Powstał on na osiedlu XXX – lecia PRL (dziś os. Wierzbowe) i został oddany do użytku we wrześniu 1979 roku. Po przeprowadzce stary, historyczny budynek szkolny na ulicy Rogozińskiej przestał być potrzebny i został przeznaczony na cele mieszkaniowe. Wkrótce jednak okazało się, że nowy budynek nie zaspokaja potrzeb szkoły, do której uczęszczało ponad 800 uczniów. Część uczniów klas I – III uczyła się więc nadal w budynku przy ulicy Dworcowej.
3 października 1987 roku budzyńska szkoła podstawowa otrzymała imię profesora Tadeusza Kotarbińskiego, jednego z czołowych polskich filozofów, logików i etyków.
Ważnym momentem w dziejach oświaty w Budzyniu było przejęcie nadzoru nad szkołami przez gminny samorząd. Stało się to 1 stycznia 1994, na rok przed terminem wyznaczonym przez władze państwowe. Reforma oświaty, wprowadzona w roku 1999 przyniosła skrócenie nauki w szkole podstawowej do 6 lat. Ostatni absolwenci z klas ósmych opuścili mury szkoły w czerwcu 2000 roku. W latach 1999–2003 w budynku szkoły mieściło się również gimnazjum. W roku 2002 po raz pierwszy uczniowie klas szóstych, na zakończenie swojej edukacji, zostali poddani sprawdzianowi umiejętności.

### Obecnie
Treść tej sekcji może nie być zgodna z zasadami neutralnego punktu widzenia.
 Po wyeliminowaniu niedoskonałości należy usunąć szablon  z tej sekcji.
W chwili obecnej Szkoła Podstawowa im. Powstańców Wlkp. jest największą placówką oświatowo – wychowawczą na terenie gminy Budzyń. Uczy się w niej prawie 400  uczniów. Pracuje tu 32 nauczycieli. Od roku 1992 dyrektorem szkoły jest mgr Stanisław Krumplewski. Funkcję wicedyrektora do 1999 roku pełniła Małgorzata Anioł, a od tego momentu sprawuje ją mgr Dorota Banach.
Szkoła posiada nowoczesne pracownie: informatyczną i językową. Uczniowie nie tylko poszerzają swoją wiedzę, ale także znajdują czas na dodatkowe zajęcia i zainteresowania. Tradycją szkoły stały się akcje charytatywne. Corocznie uczniowie kwestują w ramach Wielkiej Orkiestry Świątecznej Pomocy, zbierają też Górę Grosza. Dobrze układa się współpraca z Domem Opieki Społecznej i Gminnym Domem Kultury.
Uczniowie odnoszą sukcesy w różnorodnych konkursach oraz w zawodach sportowych. W szkole od 1999 roku ukazuje się gazetka uczniowska, miesięcznik Szkolniak. Do tej pory ukazało się ponad 100 numerów. Gazetka zdobyła liczne grono stałych czytelników, nie tylko wśród uczniów szkoły. Zyskała też szersze uznanie, czego dowodem kilkakrotne laury w konkursach gazetek szkolnych.
W ostatnich latach jedną z wizytówek szkoły stał się cykl Spotkań z ciekawymi ludźmi, zainaugurowany wiosną 2001 roku. Od tego czasu w spotkaniach z uczniami uczestniczyli: wójt gminy Budzyń Marcin Sokołowski, lekarz rodzinny Irena Pszczoła, ksiądz profesor Jan Kanty Pytel, pisarz i „cichociemny” Przemysław Bystrzycki, profesor Stefan Stuligrosz, sekretarz stanu Franciszek Potulski, piosenkarka Eleni, architekt Henryk Marcinkowski, deputowany do Parlamentu Europejskiego Marcin Libicki, marszałek województwa wielkopolskiego Stefan Mikołajczak, piłkarz Piotr Reiss, archeolog Andrzej Sikorski, pisarz i podróżnik Łukasz Wierzbicki.
Ucząc i wychowując szkoła nie zapomina o swojej przeszłości, czego dowodem są  obchody setnej rocznicy strajku szkolnego dzieci budzyńskich, które odbyły się w 2006 roku. Z tej okazji ukazała się monografia historyczna Strajk szkolny w Budzyniu w latach 1906 – 1907, autorstwa nauczyciela historii mgr Dariusza Dudziaka.